# Charles Eblé
Pour les personnes ayant le même patronyme, voir Eblé.
Charles Eblé, né à Paris le 8 décembre 1799, mort à Paris le 20 décembre 1870, est un général français du Second Empire.
Polytechnicien devenu général d'artillerie, il commande pendant six ans l'École polytechnique, puis est inspecteur général de l'artillerie.

## Biographie
Né à Paris le 17 frimaire an 8 (8 décembre 1799), Charles Eblé est le fils de Marie-Laurence Eblé, et le neveu du général Eblé, héros de la Bérézina, dont il hérite du titre de comte par décret impérial en 1867,. Selon deux autres sources, minoritaires, il serait le fils du général Jean-Baptiste Eblé,.

### Polytechnicien, officier d'artillerie
Il réussit une première fois le concours d'entrée à l'École polytechnique en 1817, mais il en est écarté en tant qu'enfant naturel non reconnu ; il y est cependant admis l'année suivante. Entré ainsi à Polytechnique en 1818, sorti 3e en 1820, il choisit l'artillerie, et intègre l'École d'application de Metz. 
Sous-lieutenant d'artillerie le 19 février 1823, il sert au 4e régiment d'artillerie. Il est choisi par le général Digeon en 1824 comme aide de camp, et devient lieutenant en 1825.
Charles Eblé participe à la première campagne d'Algérie et y gagne la promotion au grade de capitaine en 1830. Il est ensuite de nouveau aide de camp du général Digeon en 1831.
Peu après, il est choisi, sur ses connaissances, pour être le précepteur militaire du jeune duc de Montpensier, dont son père le roi Louis-Philippe veut faire un artilleur,. 
Ensuite membre de la commission d’épreuves des bouches à feu en fonte de fer en 1836, Charles Eblé est capitaine en premier en 1837. Chef d'escadron en avril 1843, il devient en 1848 lieutenant-colonel, chef de la section du personnel au Ministère de la guerre,.
Colonel en septembre 1850, il est nommé directeur de l'artillerie à Metz en septembre 1851,.

### Général commandant l'École polytechnique

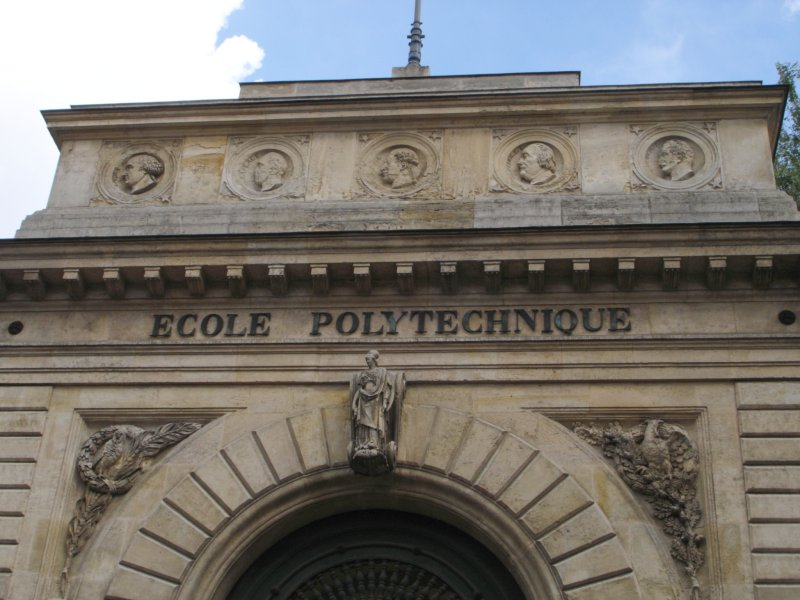
Fronton des bâtiments historiques de l'École polytechnique

Charles Eblé est nommé général de brigade en octobre 1854, et commandant de l'École polytechnique de 1854 à 1860,. 
Il doit gérer l'indiscipline politique des élèves. Le 27 décembre 1855, le général Eblé défile le premier de l'armée française, en tête de son école ; passant devant Napoléon III, il crie le rituel « Vive l'Empereur ! », mais seul son adjoint crie aussi. Les quatre bataillons de l'École polytechnique défilent « dans un silence glacial » rompu seulement par l'adjudant qui ferme la marche. L'École semble alors menacée de fermeture ; elle n'est pas supprimée mais elle ne participe plus aux revues,. 
Face à l'indiscipline délibérée des élèves, Eblé les menace de renvoi par tirage au sort, et leur accorde dix minutes de réflexion. Les élèves votent alors la soumission.

### Inspecteur général de l'artillerie
Après avoir commandé Polytechnique, le général Eblé est nommé en 1859 inspecteur du Prytanée militaire. Promu général de division en 1860, il devient membre du comité d'artillerie. Il est ensuite inspecteur général de l'artillerie de 1862 à 1864,. 

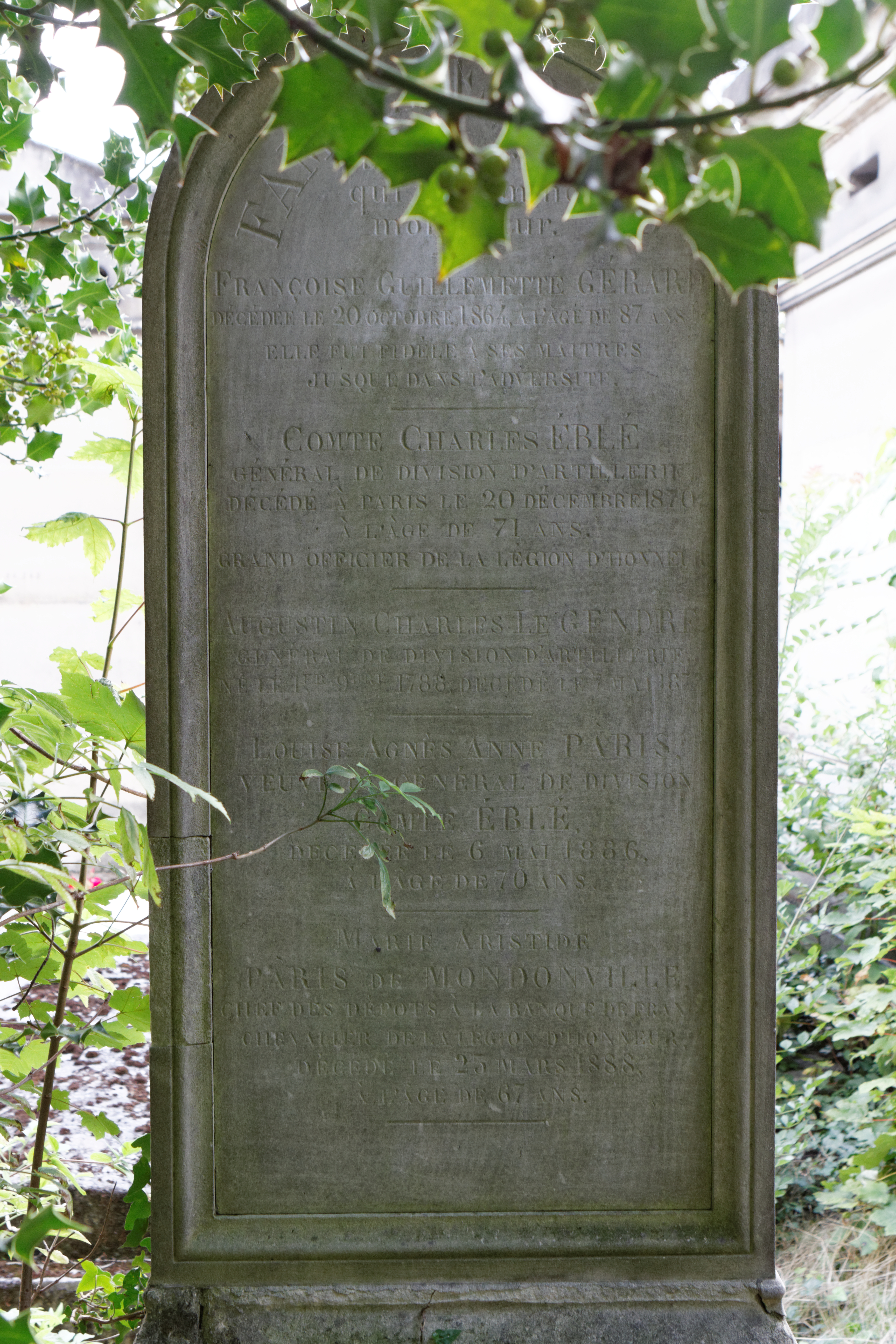
Sépulture de la famille Pâris au Père-Lachaise, avec l'inscription Comte Charles ÉBLÉ, général de division d'artillerie, décédé à Paris le 20 décembre 1870 à l'âge de 71 ans. Grand officier de la Légion d'honneur.

Il est élevé à la dignité de grand officier de la Légion d'honneur le 22 novembre 1864, et passe au cadre de réserve le 9 décembre 1864,.
Il meurt en 1870. Il est inhumé dans la 26e division du cimetière du Père-Lachaise,.

### Distinctions
- Grand officier de la Légion d'honneur, 1864[6].

### Vie familiale
Charles Eblé épouse en décembre 1847 Louise Anne Agnès Pâris, petite-fille du maire de Nantes Claude-Sylvain Pâris. 
- Ils ont quatre enfants[2] :
  - Jean Baptiste Marie Charles Eblé (né en 1848), comte Eblé, fonctionnaire des finances, qui épouse en 1879 Marie Louise Boussard d'Hauteroche. Ils ont quatre enfants, dont :
    - Maurice Eblé (1880-1942), avocat engagé dans le catholicisme social, fondateur et directeur d'associations.

  - Étienne Marie Eblé (1852-1900), chef d'escadrons de cavalerie.
  - Marie Eblé, qui épouse Charles Longueville, officier.
  - Geneviève Eblé, religieuse.

### Titre et armes

Armoiries de Charles Eblé

Neveu du général Eblé, Charles Eblé hérite de son titre de comte, confirmé par décret du 17 avril 1867 et par lettres patentes du 8 mai 1867.
Ses armes portent : « Écartelé : d'azur et de gueules, à la croix d'or, brochant et cantonné au 1er, des comtes militaires à l'épée haute en pal d'argent, montée d'or ; au 2e, de deux épées d'argent, montées d'or, et posées en sautoir ; au 3e, d'un lion rampant d'or ; au 4e, de trois épis de blé noués d'or ».

## Sources
- É. Franceschini, « Éblé (Charles) » dans Dictionnaire de biographie française, vol. 12, Paris, 1970 [détail des éditions] , col. 1095.
- « Eblé (Charles) », dans Gustave Vapereau, Dictionnaire universel des contemporains, contenant toutes les personnes notables..., Paris, Hachette, 4e édition, 1870, p. 618 [lire en ligne].
- A. Debidour, « Éblé (Jean-Baptiste, comte) – Son neveu, Charles Eblé », dans La grande encyclopédie : inventaire raisonné des sciences, des lettres et des arts, Paris, H. Lamirault, 1885-1902, tome 15, p. 232 [lire en ligne].
- « Eblé (Charles) », dans Ferdinand Hoefer, Nouvelle Biographie générale, vol. 15, Paris, Firmin Didot, 1852, pages colonnes 614-615.
- Vte A. Révérend, Titres et confirmations de titres - Monarchie de Juillet, 2e République, 2e Empire, 3e République - 1830-1908, Paris, 1909, pp. 306-307.
- Site de la bibliothèque de l'École polytechnique, notice dans la section Catalogues, rubrique « famille polytechnicienne ».